# هوارد لافي
هوارد لافي (بالإنجليزية: Howard Levy) هو عازف بيانو أمريكي، ولد في 31 يوليو 1951 في نيويورك في الولايات المتحدة.

## وصلات خارجية
- الموقع الرسمي
- هوارد لافي على موقع IMDb (الإنجليزية)
- هوارد لافي على موقع ميوزك برينز (الإنجليزية)
- هوارد لافي على موقع أول ميوزيك (الإنجليزية)
- هوارد لافي على موقع ديسكوغز (الإنجليزية)